# Інтерстицій
Інтерстицій, інтерстиціальна тканина (від лат. interstitium — «віддаль, проміжок») — волокниста сполучна тканина, що проходить по всьому організму, утворює строму паренхіматозних органів (печінка, нирки, селезінка) й заповнює вільний простір у проміжках.
Опубліковані 2018 року дослідження медиків під керівництвом Ніла Тейза (Neil Theise), професора патології академічного медичного центру Лангон при Нью-Йоркському університеті, виявили, що структури інтерстиціальної тканини утворені фібробластами, що несуть на поверхні характерні білкові маркери, а також колаген. Це дозволило ідентифікувати інтерстицій як особливий орган. Нововідкритий орган переносить проміжну рідину, яка складає близько 20% рідини в організмі. Припускають, що інтерстицій може виконувати функції амортизатора, що зберігає тканини від розриву.